# Engelbert I. (Spanheim)

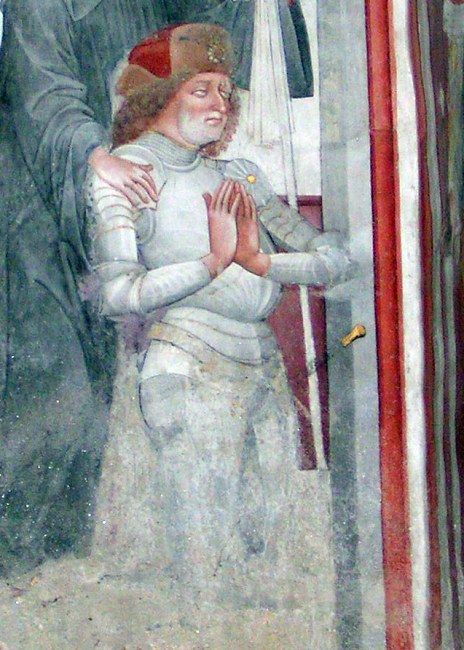
Engelbert I. von Spanheim als Stifter vom Stift St. Paul im Lavanttal (Darstellung von um 1500)

Engelbert I. († 1. April 1096 in Sankt Paul im Lavanttal) aus dem Geschlecht der Spanheimer war Markgraf von Istrien (1090–1096), Graf von Spanheim, im Kraichgau und Pustertal sowie Vogt von Salzburg.

## Leben und Wirken
Er war der älteste Sohn des Grafen Siegfried I. von Spanheim und der Richardis von Lavant, Erbtochter des Sieghardinger Grafen Engelbert IV. 1065 folgte er den Zeisolf-Wolframen als Graf im Kraichgau, ab 1070 ist er als Graf im Pustertal belegt. Er gehörte im Investiturstreit mit seinen Brüdern zur Partei der süddeutschen Gregorianer und bekämpfte als Anhänger des Salzburger Erzbischofs Gebhard in den Jahren 1085 und 1086 den von König Heinrich IV. eingesetzten Gegenbischof Berthold. 1086 gelang es ihm, Erzbischof Gebhard aus der Verbannung nach Salzburg zurückzuführen. Als Folge seiner Einstellung im Investiturstreit wurde Engelbert durch Kaiser Heinrich IV. der Gaugrafschaft Pustertal im Jahre 1091 enthoben, welche der Kaiser anschließend dem Bischof Burkhard von Brixen überantwortete.
Als Anhänger Papst Gregors VII. entschied sich Engelbert I. dessen Reformbestrebungen weiter zu verstärken und in der Kirche St. Paul auf der mütterlichen Burg im Lavanttal, wo seine Eltern beerdigt sind, das Stift St. Paul zu gründen. Aus diesem Grund sandte Engelbert im Jahre 1085 seinen ältesten Sohn, Engelbert II., zu Abt Wilhelm nach Hirsau in Schwaben. Engelbert II. sollte dort mit Wilhelm verhandeln und ihn für diese Idee gewinnen. Dieser sandte zwölf Mönche mit dem Ostfranken Wezilo an der Spitze ins Lavanttal. Am 1. Mai 1091 übergab Engelbert I. den Mönchen die Kirche und das Kloster St. Paul. Des Weiteren beschenkte er das neue Kloster mit reichen Gütern. Wezilo wurde erster Abt des Stiftes. Dieses Kloster sollte das Hauskloster der Spanheimer werden, welche es auch weiterhin reich beschenkten. Ebenso bemerkenswert ist, dass sich dort die ältesten Begräbnisstätten des Hauses Spanheim und ihrer Seitenzweige finden.
Im April 1095 trat Engelbert selbst in seine Stiftung als Mönch ein. Dort verstarb er am 1. April 1096.

## Nachkommen
Engelbert war verheiratet mit Hedwig/Hadwig, deren Herkunft nicht direkt nachweisbar ist. Sie wurde als Hadwig Billung, Tochter des Bernhard II. von Sachsen identifiziert, wird aber in neueren Forschungen von Friedrich Hausmann und Heinz Dopsch einem Geschlechte aus Friaul zugeordnet.
Nachkommen:
- Bernhard von Trixen († 1147), Graf von Trixen
- Richardis († um 1112), I. ⚭ Graf Berthold I. von Schwarzenburg († um 1090), II. ⚭ Poppo II., Markgraf von Istrien († 1095/1107), III. ⚭ Gebhard I., Graf von Reichenhall († 1102)
- Heinrich IV. († 1123), Herzog von Kärnten (1122–1123)
- Engelbert II. († 1141), Markgraf von Istrien (1103–1134), Herzog von Kärnten (1123–1135)
- Siegfried II. (I.) († 1132), Graf von Spanheim-(Lebenau)
- Hartwig († 1126), Bischof von Regensburg (1105–1126)